# Sarcófago
Sarcófago va ser una banda brasilera de metall extrem formada el 1985. Van ser liderats pel cantant original de Sepultura, Wagner Lamounier, i Geraldo Minelli.
La portada de l'àlbum debut de la banda, INRI, es considera una gran influència en el maquillatge d'estil de pintura de cadàvers del black metal. Aquest disc també es considera un dels àlbums de la "primera onada" que va ajudar a donar forma al gènere.
La banda es va separar l'any 2000, després de publicar l'⁣EP Crust. Els antics membres, menys Wagner, van tocar a tot Brasil l'any 2006 sota el sobrenom de Tributo ao Sarcófago (Homenatge a Sarcófago). El 2009, van sorgir rumors que la formació original de l'INRI es reunia per a una petita gira d'alt perfil, però va resultar ser fals. S'està preparant una reedició del seu catàleg posterior, un esforç conjunt entre Cogumelo Records i el segell nord-americà Greyhaze.

## Història

### Primers dies (1985-1988)
Sarcófago (en portuguès per 'sarcòfag') es va formar l'any 1985 a Belo Horizonte, Minas Gerais, Brasil. Inspirant-se en el hardcore punk finlandès i els primers grups de metall extrem com Bathory, Celtic Frost i Slayer, l'objectiu de Sarcófago era crear la música més agressiva que mai hagués existit. Wagner Lamounier, que es va separar de Sepultura el març de 1985, va ser convidat a unir-se a la banda. Encara que Sepultura mai va gravar res amb Lamounier, va contribuir amb la lletra de la cançó "Antichrist" al seu EP Bestial Devastation. El debut en vinil de Sarcófago va ser a l'⁣àlbum split de Cogumelo Produções Warfare Noise I, publicat originalment el 1986. Sarcófago va aportar els tres temes "Recrucify", "The Black Vomit" i "Satanas". La seva música i lletres es van considerar impactants en aquell moment, cosa que els va cridar una atenció considerable. La formació de la banda en aquell moment estava formada per "Butcher" (guitarres), "Antichrist" (Lamounier; veu), "Incubus" (Geraldo Minelli; baix) i "Leprous" (Armando Sampaio; bateria).
Amb el nou bateria "DD Crazy —aclamat com un pioner en el món del metall pel seu ampli ús de blast beats en aquest àlbum — Sarcófago va llançar INRI el juliol de 1987. La vestimenta de la banda a la portada de l'àlbum —pintura de cadàvers, jaquetes de cuir i cinturons de bala— es considera la primera declaració definitiva de la presentació visual i l'estil del black metal. La seva música ha estat igual d'influent, una fita en el desenvolupament del gènere. Malgrat l'estatus ara llegendari del disc, Lamounier no estava satisfet amb els resultats finals, expressant queixes per la qualitat de les sessions d'enregistrament i la banda estava afectada per conflictes interiors. Després de la publicació d'INRI, Sarcófago es va dissoldre breument. Lamounier es va traslladar a Uberlândia per estudiar economia a la Universitat Federal d'Uberlândia (UFU), mentre que Butcher i el seu germà DD Crazy van abandonar el grup. Aquest últim tocaria la bateria al debut de Sextrash, Sexual Carnage de 1990.

### Rotting(1989–1990)
Quan Rotting va sortir per primera vegada va provocar una gran polèmica a causa de la seva portada — una figura tradicional de la mort que llepa el que sembla ser el rostre de Jesucrist. Es basava en una pintura medieval. El mateix artista de la portada, Kelson Frost, es va negar a pintar una corona d'espines sobre el cap de l'home, que l'identificaria fàcilment com el messies cristià.
Rotting musicalment difereix del black metal cru i hiperveloç ja que el bateria de la sessió INRI "Joker" va aportar un conjunt diferent d'influències a la banda (com ara el crossover thrash); Wagner també va aprendre ràpidament a tocar la guitarra i va contribuir amb molts dels riffs de guitarra de l'àlbum. Rotting també va marcar el seu primer canvi d'àlies: el duet principal del grup es va rebatejar com a "Wagner Antichrist" i "Gerald Incubus". El seu departament visual també va patir canvis — van deixar de dur puntes als braços i les cames perquè dificultaven tocar en directe.
Rotting va ser el primer llançament de Sarcófago a tenir distribució internacional, gestionat a Europa pel segell britànic Music for Nations i per Maze/Kraze a Amèrica. Maze Records va llançar una versió censurada de Rotting, enfosquint la portada original i afegint un adhesiu que deia "Featuring the Original Lead Singer of Sepultura" sense consultar a la banda. Enfurismat per les accions del segell, Sarcófago els va demandar.

### The Laws of Scourge(1991–1993)
Després publicaren The Laws of Scourge (1991), considerada una "revolució" en la carrera de la banda. Una combinació de millor musicalitat, millora dels valors de producció i una composició de cançons més sofisticada que els va portar al territori del death metal. La nova direcció musical de Sarcófago va estar en part influenciada pels nous membres Fábio "Jhasko" (guitarra) i Lúcio Olliver (bateria), i inspirada en una nova generació de bandes de metall extrem com Godflesh, Paradise Lost, Bolt Thrower, Deicide, i Morbid Angel.
The Laws of Scourge es va convertir en el disc més venut de Sarcófago i responsable de la seva programació de gires més extensa fins a la data. La seva gira també va incloure les seves primeres dates internacionals: van visitar països sud-americans com el Perú i Xile, i a Europa van fer espectacles a Portugal i Espanya. Al Brasil, el seu concert més important va ser obrir per als pioners del crossover de Texas els Dirty Rotten Imbeciles a São Paulo.

### Hate(1994-1996)
Musicalment parlant, Hate destaca pel seu enfocament senzill i senzill i l'ús d'una caixa de ritmes, això últim provocant certa controvèrsia. Lamounier va afirmar que no tenia cap mena d'escrúpol a l'hora d'utilitzar aquest dispositiu, sobre la base que la majoria dels bateries de death metal utilitzen pads disparadors per a la gravació, que al final produeixen el mateix so homogeneïtzat que el d'una caixa de tambors.
La banda es va tallar els cabells curts, en protesta perquè l'estil de cabell llarg masculí es va popularitzar a causa de l'èxit massiu del grunge a principis dels anys noranta. Els homes que porten els cabells llargs s'han associat tradicionalment amb grups de contracultura, i està especialment present a la subcultura del metall. Wagner va declarar:
| « | Every douchebag around is wearing long hair, Nirvana and Pearl Jam T-shirts, etc. We have nothing against these bands, but we have against jumping the bandwagon. It's not right when it becomes a trend, because massification dumbs people down. | » |

A finals de 1995, Sarcófago va publicar el recopilatori Decade of Decay que, entre altres coses, presentava versions demo de les seves primeres cançons i rares fotografies entre bastidors. La banda va descriure el CD com un "regal" per als seus fans.

### The worst(1996-2000)
El quart i últim àlbum de Sarcófago, The Worst (1996), veu la banda alentint-se en relació amb Hate orientat a la velocitat, i amb una millor comprensió de la programació de la bateria. Minelli i Lamounier van veure aquest disc com un "resum" de la seva carrera.
Amb el canvi de mil·lenni va arribar l'EP Crust, el llançament del cant del cigne de Sarcófago. Pretenia ser una vista prèvia d'un proper àlbum, però el duet principal de la banda es va separar abans de començar la seva gravació.

### Gira Sarcófago Tribute (2006–2009)
Amb motiu del 20è aniversari de l'àlbum split Warfare Noise, Cogumelo Records i Gerald Incubus van organitzar un espectacle de retorn amb Sarcófago a Belo Horizonte. Juntament amb Minelli, la formació d'aquell esdeveniment va ser Fábio Jhasko a les guitarres, Manu Joker i el vell amic Juarez "Tibanha" a la veu. Aquesta actuació es va gravar i hi havia plans per llançar-la en format DVD. Lamounier va optar per no incorporar-se a aquesta banda "Sarcófago Tribute" per la manca de ganes de tocar professionalment. No obstant això, Wagner encara perseguia els seus interessos musicals — tocava a la banda de crust punk Commando Kaos.
L'octubre de 2007, Sarcófago va volar a Santiago, Xile per tocar al Black Shadows Festival, al costat dels pioners del death metal Possessed.
El març de 2009, Wagner suposadament va anunciar que Sarcófago es reuniria, i el seu itinerari de gira inclouria aparicions als festivals Wacken Open Air i Hole in the Sky, així com cites a Londres, Nova York, Los Angeles i Tòquio. Va dir que seria la formació original d'INRI, però que aquesta seria l'única gira que farien i que no hi hauria material nou. Un parell de dies després, el mateix Lamounier va escriure a la premsa musical exposant aquesta notícia com un engany.

## Enfocament líric
Inspirades en Venom i Hellhammer, les primeres lletres de Sarcófago eren obertament satàniques. Aquestes lletres empraven sovint malediccions i escenaris grollers i obscens, com en el cas de "Desecration of (the) Virgin", una interpretació blasfema del naixement verge de la Mare de Déu.
Malgrat que era polèmic, a Rotting de 1989 la posició de la banda sobre el cristianisme era més agnòstica que satànica. El llançament original en vinil va arribar amb un extens manifest escrit per Lamounier, en el qual criticava l'efecte alienador que el catolicisme tenia sobre la societat brasilera. La banda també va qüestionar la naturalesa divina de Crist, declarant que només era un home normal que va morir per les seves idees. Amb una nota menys seriosa, l'àlbum va incloure "Sex, Drinks and Metal", una oda hedonista a l'estil de vida dels headbanger.
El seu següent àlbum, The Laws of Scourge, va continuar el seu recent enfocament en temes més "basats en la realitat", amb lletres que cobreixen generalment temes relacionats amb la mort com el suïcidi i l'homicidi. La banda va tornar a tenir problemes amb els censors nord-americans, amb la lletra de la versió regravada de "The Black Vomit" que es va ometre per la força del llibret del CD, així com la cançó sencera de "Prelude to Suicide".

## Llegat

### Influència
La banda va deixar una influència generalitzada en els cercles del black metal d'arreu del món, especialment entre la part escandinava de l'anomenada "segona onada" del gènere. "És desconcertant", va afirmar la revista Terrorizer, "pensar que no hauria passat si no s'hagués publicat 'INRI'".
Fenriz, bateria de Darkthrone, va incloure un tema de Sarcófago ("Satanic Lust") al seu recopilatori The Best of Old-School Black Metal, publicat per Peaceville Records. De l'INRI de Sarcófago, va dir que era un "àlbum" que "has de comprar o more't". Euronymous, el guitarrista mort de Mayhem i antic líder de l'anomenat "Inner Circle⁣", va intercanviar correspondència amb Lamounier als primers temps de l'escena noruega. Al llibre Lords of Chaos, Metalion (fanzine Slayer, ex Head Not Found) va declarar que Euronymous estava "obsessionat amb ells perquè portaven moltes punxes i pintura de cadàver. Va dir que volia que totes les bandes fossin així […]". Satyricon va incloure "INRI" de Sarcófago al seu EP Intermezzo II, també aparegut a l'àlbum Tribute to Sarcófago, publicat per Cogumelo Records el 2001. Els membres clau de Gorgoroth, Infernus i King, també van ser influenciats per Sarcófago.
Els grups de black metal notables de la veïna Finlàndia també es van veure afectats per la primera producció de Sarcófago. El fundador de Beherit, Nuclear Holocausto, va dir que Sarcófago era una de "les grans influències" per a la banda; Mika Luttinen d'⁣Impaled Nazarene va dir que "res no supera Slayer's Reign in Blood o l'INRI de Sarcofago, ja ho saps". La seva versió de "The Black Vomit" va ser inclosa a Tribute to Sarcófago.
Lamounier, però, s'ha mostrat crític amb diverses de les bandes influenciades per Sarcófago, especialment amb bandes de l'escena del black metal noruec, preguntant-se com un dels països més rics del món podria haver produït una escena així. Tot i que li agradava Immortal, Wagner va batejar Euronymous com un "boig" i va considerar Burzum "una merda". També va criticar l'estètica d'enregistrament lo-fi del black metal;  Lamounier va dir que el timbre de la guitarra de Burzum "sonava com si fos gravat a través d'una ràdio transistor⁣".
També es consideren molt influents en el desenvolupament del war metal.

### Rivalitat amb Sepultura
Un aspecte sovint citat de la història de Sarcófago és la seva disputa amb Sepultura. Encara que l'antic bateria de Sepultura, Igor Cavalera, finalment va desestimar tot l'assumpte com "un joc de nens", la premsa musical va alimentar la seva amarga rivalitat durant molts anys. El seu conflicte va contribuir parcialment a la fama de Sarcofágo com a "ovella negra" perenne del heavy metal brasiler.
Les tensions van començar després que Lamounier es va separar de Sepultura, cosa que va provocar una situació temporalment incòmoda. Segons Minelli, "tothom ho havia oblidat" fins dos anys més tard, quan DD Crazy va trencar una ampolla sobre el cap d'⁣Andreas Kisser, que havia estat recentment contractat com el nou guitarrista principal de Sepultura. Kisser estava sent "massa idiota". Sílvio "Bibica" Gomes, roadie de Sepultura i coautor de la biografia de la banda Toda a História, va ser un dels principals impulsors d'aquella baralla.
Durant una entrevista en l'època de The Worst, se li va demanar a Lamounier que comentés la ruptura pública de Sepultura, quan Max Cavalera va deixar la banda el gener de 1997. Lamounier va declarar que no li sorprenia que les coses haguessin anat com ho havien fet, ja que, segons les seves paraules, "amb el que sabia d'ells, crec que és normal que un germà traeixi a un altre d'aquesta família, no en mesuren les conseqüències per aconseguir el que volen. Així doncs, un germà apunyalant a l'altre, enganyant la seva mare, enganyant a un amic... Per diners, apostaria que són capaços de qualsevol cosa".
Enfadat per la intromissió de Lamounier en "negocis familiars privats", la resposta de Max Cavalera va arribar a través de "Bumbklaatt", una cançó de l'àlbum debut de Soulfly.
| « | Grow tha fuck up you waste / Can't you see what it takes / To be a real man / Talking shit all your life / No integrity or pride / Fucking mind full of lies / You fake / You waste / You bumbklaatt... | » |

Max va explicar que, en patois jamaicà, "Bumbklatt" significa "coàgul de sang" i també és "un gran insult... Significa fill de puta o un tros de merda a Jamaica".
L'animositat entre els dos grups va arribar finalment a una altra banda brasilera important, la banda de thrash crossover Ratos de Porão. La banda es va involucrar en l'assumpte després d'un concert de Belo Horizonte el 1987, quan una part del públic es va seguir burlant de la banda. Una versió d'aquesta història afirma que el cantant de Lamounier i Ratos de Porão, João Gordo, es van enfrontar durant l'espectacle. Un altre diu que quan Gordo va preguntar al líder de Sepultura, Max Cavalera, qui estava "molestant" a la seva banda, Max va acusar Sarcófago.
Les tensions van tornar a esclatar cinc anys després quan Sarcófago, en lloc de Ratos de Porão, va ser escollit per ser la banda d'obertura dels primers espectacles brasilers de Dirty Rotten Imbeciles. Ratos de Porão i amics del grup de thrash metal de São Paulo Korzus van envair el backstage de Sarcófago; João Gordo va procedir a donar un cop de puny a Lamounier mentre estava estirat borratxo a terra, i els amics de Gordo van atacar la resta amb cadenes de motocicletes. Es va produir una baralla massiva, amb un membre de la roadie dels Dirty Rotten Imbeciles que es va trencar el braç.

## Discografia
| Àlbums d'estudi - I.N.R.I. (1987) - The Laws of Scourge (1991) - Hate (1994) - The Worst (1997) Recopilatoris - Decade of Decay (1996) Demos - Satanic Lust (1986) - The Black Vomit (1986) - Sepultado (1987) - Christ's Death (1987) - Die... Hard! (2015) (compilation) | EPs - Rotting (1989) - Crush, Kill, Destroy (1992) - Crust (2000) Split albums - Warfare Noise I (1986); with Chakal, Holocausto and Mutilator Participacions - The Lost Tapes of Cogumelo (1990) - Masters of Brutality II (1992) - Speed Kills 6: Violence of the Slams (1992) - Roadkill, Vol. 2 (1999) - Cogumelo Records Compilation (2001) - Warzone XXVI (2001) - Fenriz Presents... The Best of Old-School Black Metal (2004) |

## Membres
Última formació coneguda
- Wagner "Antichrist" Lamounier - veu, guitarra (1985–2000)
- Geraldo "Gerald Incubus" Minelli - baix, cors (1986–2000)

Músics de sessió
- Manoel Henriques "Manu Joker" - bateria, cors (1989–1991)
- Vanir Jr. - teclats (1991–1993)
- Eugênio "Dead Zone" - programació de bateria, teclats (1994–2000)

Antics membres
- Armando "Leprous" Sampaio - bateria (1985-1986)
- Juninho "Pussy Fucker" - baix (1985-1986)
- Zéder "Butcher" - guitarra (1985-1987)
- Eduardo "DD Crazy" - bateria (1986–1987)
- Fábio Jhasko "Jhasko" - guitarra (1991–1993)
- Lucio Olliver - bateria (1991-1993)